# Katastrofa autobusu w Peru (2015)
Katastrofa autobusu miała miejsce 23 marca 2015, w pobliżu miejscowości Huarmey w Peru. W katastrofie zginęło 37 osób, a około 70 zostało rannych.
Autobus, należący do linii Murga Serrano, jadąc autostradą skręcił na przeciwny pas i uderzył w ciężarówkę. Pojazd przewoził m.in. delegację chrześcijańskiej organizacji Światowy Ruch Misyjny.